# 対日新思考
対日新思考（たいにちしんしこう、簡体字中国語: 对日新思考、英語: New thinking on Japan）とは、中華人民共和国における対日思想の1つ。対日関係新思考（たいにちかんけいしんしこう、簡体字中国語: 对日关系新思考、英語: New thinking on relations with Japan）とも。

## 概要
中国社会科学院日本研究所初代所長何方は1997年に論文『我々は日本と友好的にやっていけるか』（簡体字中国語: 我们能同日本友好下去吗?）を発表し、日中は歴史問題から解き放たれるべきだと主張した。「対日新思考」と呼ばれる考え方の先駆けとなった。歴史教科書問題や靖国参拝問題といった過去の歴史認識、さらに中国の軍備増強や海洋進出に対する日本側の中国脅威論などを巡り、21世紀初頭の日中関係は経済面での関係深化とは裏腹に完全に冷え切っていた。「政冷経熱」とも称されるこの対照的な2つの流れは、今後、日中が共同で克服すべき重要な課題の1つとなっている。
このような情勢の中、2002年12月に『人民日報』論説員（当時）であった馬立誠が、政策論議で知られる中国のオピニオン誌『戦略と管理』（2002年6号）の中で、「対日関係の新思考－中日民間の憂い」という論文を発表した。その内容は、“日本の戦争謝罪は十分であり、また、日本が再び軍国主義になる心配は無い。これからは経済・市場において日本と争うべき”という趣旨のもので、中国国内におけるナショナリズムや狭隘な反日感情を非難した。この論文は中国国民から猛烈な批判を浴び「売国奴」とまでされたものの、日本でそれまでは考えられなかった新しい思想の1つとして学者たちを驚かせ、各種新聞や『文藝春秋』『中央公論』などの月刊誌で紹介された。
また馬立誠に続き、中国人民大学教授の時殷弘が同じく『戦略と管理』（2003年2号）に『中日接近と外交革命』という論文を発表した。ただし、馬氏は新聞記者、時氏は政治学者として、ともに日本の事情にはとくに詳しくないとはいえない。しかし、当初は、日本専門家が2人の主張についてネット上で意見を述べたり、批評したりすることはほとんどなかった。初めて両氏の議論に呼応した日本専門家は中国社会科学院研究員の馮昭奎である。馮が同誌（2003年4-6号）に『対日関係の新思考を論ず』という論文を寄稿。(1)国益を最高原則とし、歴史の仇（あだ）にこだわるべきでない (2)経済利益の維持を最高原則の核心とする (3)地域の平和と発展を守ることが使命 (4)共産党の一貫した対日政策の指導思想を受け継ぎ発展させる (5)中日関係の発展には双方の共同努力が必要－と提唱した。馬、時両氏の大胆な考え方とは距離をおいているものの、歴史問題を冷静に扱おうという姿勢は感じられる。「日本を1つの経済大国と認識して、その関係を重視する方が中国にとっても有益」という対日新思考外交を打ち出して中国政府による外交革命を提言した。馬、時両氏の大胆な考え方とは距離をおいているものの、歴史問題を冷静に扱おうという姿勢は感じられる。
このように、中国では経済の急成長や日中の相互依存関係の深化にしたがって日本に対する新たな見解も芽生えてはいるが、2005年の反日デモや尖閣諸島問題、東シナ海ガス田問題などからもわかるように、未だ日中両国の国民感情の間には大きな溝があり、この思想は中国国内においてはあくまで一部知識人の多様性の1つに留まっていて同国の世論の主要な潮流とはなってはいない。
馬立誠は、日中国交正常化45周年の2017年にも日本の雑誌『中央公論』10月号に『人類愛で歴史の恨みを溶かす－「対日関係新思考」を三たび論ず』を寄稿して、持論を展開した。関連する『読売新聞』朝刊2017年9月8日付でのインタビューでは「（中国国内の）ネット上では、私を罵倒する声もある」が「日本の侵略には明確に反対している」と述べている。馬立誠の対日新思考論文は、『中央公論』2020年6月号掲載の「新時代に踏み出す中日関係－対日新思考を五たび論ず」である。『読売新聞』朝刊2020年5月9日に掲載された馬の電子メールインタビュー「日中 和解以外の道はない」によると、馬論文は温家宝首相、胡錦濤国家主席がそれぞれ2007年と2008年に訪日した際の演説でも参考にされ、訪日中国人観光客の増加などで持論が正しさがある程度実現されたとの考えを表明した。一方で馬は、（習近平政権による）日本重視がアメリカ合衆国との関係悪化を受けた戦略的動きであることも指摘している。